# Anywhere but Home (Evanescence)
Anywhere but Home is een live-album en -dvd van de Amerikaanse rockband Evanescence, dat uitkwam in 2004. Het bevat de opname van een concert in concerthal Le Zénith, Parijs. De dvd bevat ook alle vier de videoclips afkomstig van het debuutalbum Fallen en materiaal van achter de schermen. De cd bevat een nog niet eerder uitgegeven studiotrack: Missing. Ook bevat het album een cover van de rockband Korn (Thoughtless).

## Tracklist
1. "Haunted" – 4:04
2. "Going Under" – 3:57
3. "Taking over Me" – 3:57
4. "Everybody's Fool" – 3:40
5. "Thoughtless"  (Korn cover)  – 4:37
6. "My Last Breath" – 3:53
7. "Farther Away" – 5:02
8. "Breathe No More" – 3:33
9. "My Immortal" – 4:38
10. "Bring me to life" – 4:43
11. "Tourniquet" – 4:17
12. "Imaginary" – 5:25
13. "Whisper" – 5:45
14. "Missing"  (studio)  – 4:16